# José Morales
José Morales (ur. 1934 w Madrycie) – ks. teolog, profesor teologii dogmatycznej na Uniwersytecie Nawarry, autor licznych publikacji, także z historii i literatury. W latach 1993–1999 był dyrektorem Teología Fundamental y Dogmática na Uniwersytecie Nawarry.

## Życiorys
W roku 1961 przyjął święcenia kapłańskie. W latach 1964–1967 jako numerariusz Opus Dei prowadził działalność duszpasterską w Manili na Filipinach. Od 1967 roku rozpoczął pracę naukową na Uniwersytecie Nawarry.
W Polsce ukazał się podręcznik pt. Wprowadzenie do teologii (wyd. M, Kraków 2006, ISBN 83-7221-713-0).